# Постельниково
Постельниково — деревня в Кашинском городском округе Тверской области.

## География
Деревня находится на берегу реки Вонжа в 7 км на юго-восток от города Кашина.

## История
Село Постельниково впервые упоминается в Кашинской писцовой книге 1628-29 годов за стольником князем Петром Федоровым сыном Волконским, а в нем деревянная церковь Воскресения Христова, да церковь Николы Чудотворца.
В 1785 году в селе была построена каменная Воскресенская церковь с 3 престолами.
В конце XIX — начале XX века село входило в состав Фроловской волости Калязинского уезда Тверской губернии. 
С 1929 года деревня входила в состав Фарафоновского сельсовета Кашинского района Кимрского округа Московской области, с 1935 года — в составе Калининской области, с 1994 года — в составе Фарафоновского сельского округа, с 2005 года — в составе Фарафоновского сельского поселения, с 2018 года — в составе Кашинского городского округа.

## Население
| 1859 | 1888 | 2002 | 2010 |
| ---- | ---- | ---- | ---- |
| 140  | ↘137 | ↘32  | ↗36  |